# Josep Azemar Pont
Josep Azemar Pont (Figueras, 4 de enero de 1862-Barcelona, 5 de junio de 1914) fue un arquitecto español conocido por su obra modernista. Se casó con Concepción Puig de la Bellacasa y Rosés y tuvieron ocho hijos, entre ellos Pilar Azemar y Puig de la Bellacasa, esposa de Manuel Carrasco Formiguera y madre de Raimon Carrasco Azemar.
Fue autor de numerosos edificios modernistas de Figueras, donde fue arquitecto municipal entre los años 1899 y 1914, como la Casa Cusí, la Casa Aron, la Casa Puig (casa natal del pintor Salvador Dalí), la Casa de Puig-Soler, la Casa Salles. la Casa Mas-Roger o el Matadero municipal.
En Olot construyó la Casa Pujador. Dirigió la reforma de la Villa Florida de Barcelona, antigua Escuela de Puericultura y actualmente centro cívico del barrio de Sant Gervasi.